# Darwin (Úc)
Darwin (phát âm tiếng Anh: /ˈdɑːrwɪn/) là thủ phủ của Lãnh thổ Bắc Úc, tọa lạc bên cạnh biển Timor, Darwin là thành phố lớn nhất tại Lãnh thổ Bắc Úc, với dân số khoảng 142.300. Đây là thủ phủ nhỏ nhất và xa nhất về phía bắc của Úc, đóng vai trò trung tâm của khu vực Top End.
Sự lân cận giữa Darwin và Đông Nam Á làm nó trở thành một mắt xích giữa Úc với Indonesia và Đông Timor. Đây là nơi có cộng đồng thổ dân Úc lớn nhất trong các thành phố ở Úc, ngoài ra thành phố còn đón làn sóng người nhập cư khá đông đúc từ Đông Nam Á và Châu Đại Dương như người Indonesia, người Timor, người Papua, người Philippines và người Việt; ngoài ra còn có những người gốc Anh, Wales và Scotland. Vì vậy, Darwin được xem là một trong những thành phố đa chủng tộc nhất ở Úc.
Darwin là điểm bắt đầu của những con đường quốc lộ đến khu vực phía Nam của Úc. Xa lộ Stuart bắt đầu tại Darwin, kết thúc tại Port Augusta ở Nam Úc. Vùng ngoại ô của thành phố khá rộng, bắt đầu tại Lee Point ở phía bắc và kéo dài đến Berrimah ở phía đông. Vượt qua Berrimah, xa lộ Stuart dẫn tới thành phố vệ tinh của Darwin, Palmerston, và vùng ngoại ô của Palmerston.
Khu vực Đại Darwin là vùng đất tổ tiên của người Larrakia. Ngày 9 tháng 9 năm 1839, HMS Beagle cập cảng Darwin trong khi đang vẽ địa đồ khu vực. John Clements Wickham đặt tên cho vùng này là "Port Darwin" để vinh danh cựu thuyền viên Charles Darwin, người đa tham gia cùng họ trong chuyến du hành trước đó. Điểm dân cư tại đây trở thành thị trấn Palmerston năm 1869, rồi được đặt tên Darwin năm 1911. Thành phố được xây dựng lại gần như hoàn toàn đến bốn lần, sau những thiệt hại gây ra bởi hai cơn bão vào các năm 1897 và 1937, vụ tấn công trên không của Nhật Bản trong Chiến tranh Thế giới thứ hai, và cơn bão Tracy năm 1974.
Darwin có khí hậu nhiệt đới khá tương đồng với các nước Đông Nam Á, gồm một mùa khô và một mùa mưa. Hoạt động xoáy thuận tập trung vào mùa mưa, khi ấy Darwin nhận những trận mưa gió mùa nặng hạt, cùng với sấm chớp dữ dội. Vào mùa khô, bầu trời thường trong xanh với gió dịu thổi từ cảng biển vào.

## Lịch sử

### Trước thế kỉ XX
Những người thổ dân của nhóm ngôn ngữ Larrakia là những người bảo quản truyền thống và là những cư dân đầu tiên của khu vực thuộc Darwin ngày nay. Họ có các tuyến giao dịch với Đông Nam Á, và hàng hóa nhập khẩu từ xa như miền Nam Úc và Tây Úc. Các dòng nhạc được thành lập đã xuyên suốt cả nước, cho phép các câu chuyện và lịch sử được kể và kể lại dọc theo các tuyến đường. Mức độ của các bài hát được chia sẻ và lịch sử của nhiều nhóm gia tộc trong khu vực này vẫn còn khả thi.
Người Hà Lan đã đến thăm bờ biển phía bắc của Úc vào những năm 1600 và đổ bộ lên quần đảo Tiwi và bị đẩy lùi bởi những người Tiwi. Người Hà Lan đã tạo ra các bản đồ châu Âu đầu tiên của khu vực. Điều này giải thích cho các tên theo tiếng Hà Lan trong khu vực, chẳng hạn như Arnhem Land và Groote Eylandt. Người Anh đầu tiên nhìn thấy cảng Darwin dường như là Trung úy John Lort Stokes của HMS Beagle vào ngày 9 tháng 9 năm 1839. Thuyền trưởng của tàu, Tư lệnh John Clements Wickham, đặt tên theo Charles Darwin, nhà khoa học người Anh đã đi thuyền cùng họ trong chuyến thám hiểm thứ hai trước đó của Beagle.
Năm 1863, Lãnh thổ phía Bắc được chuyển từ New South Wales đến Nam Úc. Năm 1864, Nam Úc cử B. T. Finniss về phía bắc với tư cách là Cư dân Chính phủ để điều tra và tìm thấy một thủ phủ cho lãnh thổ mới của mình. Finniss đã chọn một địa điểm tại Escape Cliffs, gần lối vào sông Adelaide, cách thành phố hiện đại khoảng 60 km về phía đông bắc. Tuy nhiên, nỗ lực này chỉ tồn tại trong thời gian ngắn và khu định cư bị bỏ rơi vào năm 1865. Vào ngày 5 tháng 2 năm 1869, George Goyder, Tổng Thám tử Nam Úc, đã thiết lập một khu định cư nhỏ gồm 135 người tại Cảng Darwin giữa Fort Hill và vách đá. Goyder đặt tên là Palmerston, theo tên của thủ tướng Anh Lord Palmerston. Năm 1870, các cột đầu tiên cho Overland Telegraph được dựng lên ở Darwin, nối Australia với phần còn lại của thế giới. Việc phát hiện ra vàng của các nhân viên của Đường dây điện thoại Overland của Úc đào hố cho các cột điện báo tại Pine Creek vào những năm 1880 đã sinh ra một cuộc chạy đua vàng giúp tăng cường sự phát triển của thuộc địa trẻ này.
Vào tháng 2 năm 1872, tàu thám hiểm Alexandra là chiếc tàu tư nhân đầu tiên đặt buồm từ cảng Anh trực tiếp đến Darwin, chở nhiều người đến với những phát hiện vàng gần đây.
Vào đầu năm 1875, dân số da trắng của Darwin đã tăng lên khoảng 300 người vì cơn sốt tài nguyên vàng. Vào ngày 17 tháng 2 năm 1875 tàu SS Gothenburg rời Darwin trên đường đến Adelaide. Khoảng 88 hành khách và 34 phi hành đoàn (các hồ sơ còn tồn tại khác nhau) bao gồm các quan chức chính phủ, thẩm phán tòa án mạch, cư dân Darwin lấy áo choàng đầu tiên và thợ mỏ. Trong khi đi về phía nam dọc theo bờ biển phía bắc Queensland, Gothenburg gặp phải một cơn bão cường độ bão và đã bị đắm trên một phần của Rạn san hô Great Barrier. Chỉ có 22 người đàn ông sống sót, trong khi từ 98 đến 112 người thiệt mạng. Nhiều hành khách đã thiệt mạng là cư dân Darwin và tin tức về thảm kịch đã ảnh hưởng nghiêm trọng đến cộng đồng nhỏ, được báo cáo mất nhiều năm để phục hồi.
Trong thập niên 1870, số lượng người Trung Quốc tương đối lớn định cư ít nhất là tạm thời ở Lãnh thổ phía Bắc; nhiều người đã được ký hợp đồng để làm việc các mỏ vàng và sau đó để xây dựng Palmerston để đường sắt Pine Creek. Đến năm 1888 có 6122 người Trung Quốc ở Lãnh thổ phía Bắc, phần lớn ở trong hoặc xung quanh Darwin. Những người định cư Trung Quốc đầu tiên chủ yếu đến từ tỉnh Kwantung ở miền nam Trung Quốc. Tuy nhiên, vào cuối những cảm xúc chống Trung Quốc của thế kỷ XIX đã phát triển để đáp ứng với suy thoái kinh tế năm 1890 và chính sách White Australia có nghĩa là nhiều người Trung Quốc đã rời khỏi Lãnh thổ. Tuy nhiên, một số gia đình ở lại và trở thành công dân Úc, và thành lập một cơ sở thương mại ở Darwin.

### Nửa đầu thế kỉ XX

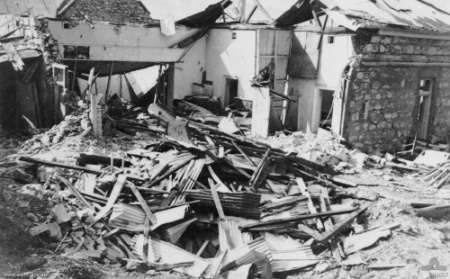
Bưu điện Darwin bị Không quân Nhật oanh tạc năm 1942

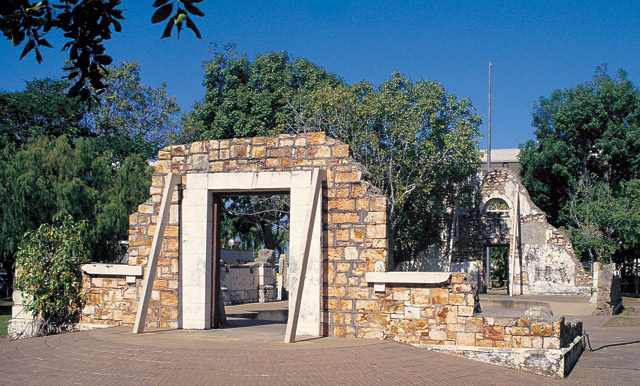
Một phần còn lại của Palmerston Town Hall, bị tàn phá bởi bão Tracy

Darwin trở thành tên chính thức của thành phố vào năm 1911.
Giai đoạn từ năm 1911 đến năm 1919 tràn ngập khủng hoảng chính trị, đặc biệt là tình trạng bất ổn của công đoàn, lên đến đỉnh điểm vào ngày 17 tháng 12 năm 1918. Được dẫn dắt bởi Harold Nelson, khoảng 1000 người biểu tình đã hành quân đến Tòa nhà Chính phủ tại Quảng trường Tự do ở Darwin, nơi họ đốt cháy một bức tượng của quản trị viên của Lãnh thổ phía Bắc John Gilruth và yêu cầu ông từ chức. Vụ việc được gọi là 'Cuộc nổi loạn Darwin'. Những bất bình của họ chống lại hai nhà tuyển dụng chính của Bắc Úc: Vestey's Meatworks và chính phủ liên bang. Cả Gilruth và công ty Vestey rời Darwin ngay sau đó.
Khoảng 10.000 quân Úc và các đồng minh khác đến Darwin ngay từ đầu Thế chiến II, để bảo vệ bờ biển phía bắc của Úc. Vào ngày 19 tháng 2 năm 1942 tại 0957, 188 máy bay chiến đấu của phát xít Nhật đã tấn công Darwin trong hai đợt sóng. Đó là cùng một hạm đội đã ném bom Trân Châu Cảng, mặc dù số lượng bom lớn hơn đáng kể đã giảm xuống Darwin so với Trân Châu Cảng. Cuộc tấn công đã giết chết ít nhất 243 người và gây ra thiệt hại to lớn cho thị trấn, sân bay và máy bay. Đây là những cuộc tấn công nghiêm trọng nhất tới Úc trong thời gian chiến tranh, về tử vong và thiệt hại. Họ là người đầu tiên trong nhiều cuộc tấn công vào Darwin.
Darwin được phát triển sau chiến tranh, với những con đường kín được xây dựng kết nối khu vực với Alice Springs ở phía nam và Mount Isa ở phía đông nam, và Đập Manton được xây dựng ở phía nam để cung cấp cho thành phố nước. Vào ngày Úc (26 tháng 1) 1959, Darwin được công nhận là 1 thành phố.

### 1970-nay
Vào ngày 25 tháng 12 năm 1974, Darwin bị tấn công bởi bão nhiệt đới Tracy, đã giết 71 người và phá hủy hơn 70% các tòa nhà của thành phố, bao gồm nhiều tòa nhà bằng đá cũ như Tòa thị chính Palmerston, không chịu được lực bên.. Sau thảm họa, 30.000 người dân số 46.000 người đã được sơ tán, trong đó hóa ra là chiếc phi thuyền lớn nhất trong lịch sử nước Úc. Thị trấn sau đó được xây dựng lại với các vật liệu và kỹ thuật mới hơn vào cuối những năm 1970 bởi Ủy ban Tái thiết Darwin, được dẫn dắt bởi cựu Thị trưởng Lord Clem Jones của Brisbane. Một thành phố vệ tinh của Palmerston đã được xây dựng 20 km (12 dặm) về phía đông Darwin vào đầu những năm 1980.
Vào ngày 17 tháng 9 năm 2003, tuyến đường sắt Adelaide – Darwin đã được hoàn thành, với việc mở đường dây tiêu chuẩn Alice Springs-Darwin.

## Địa lí

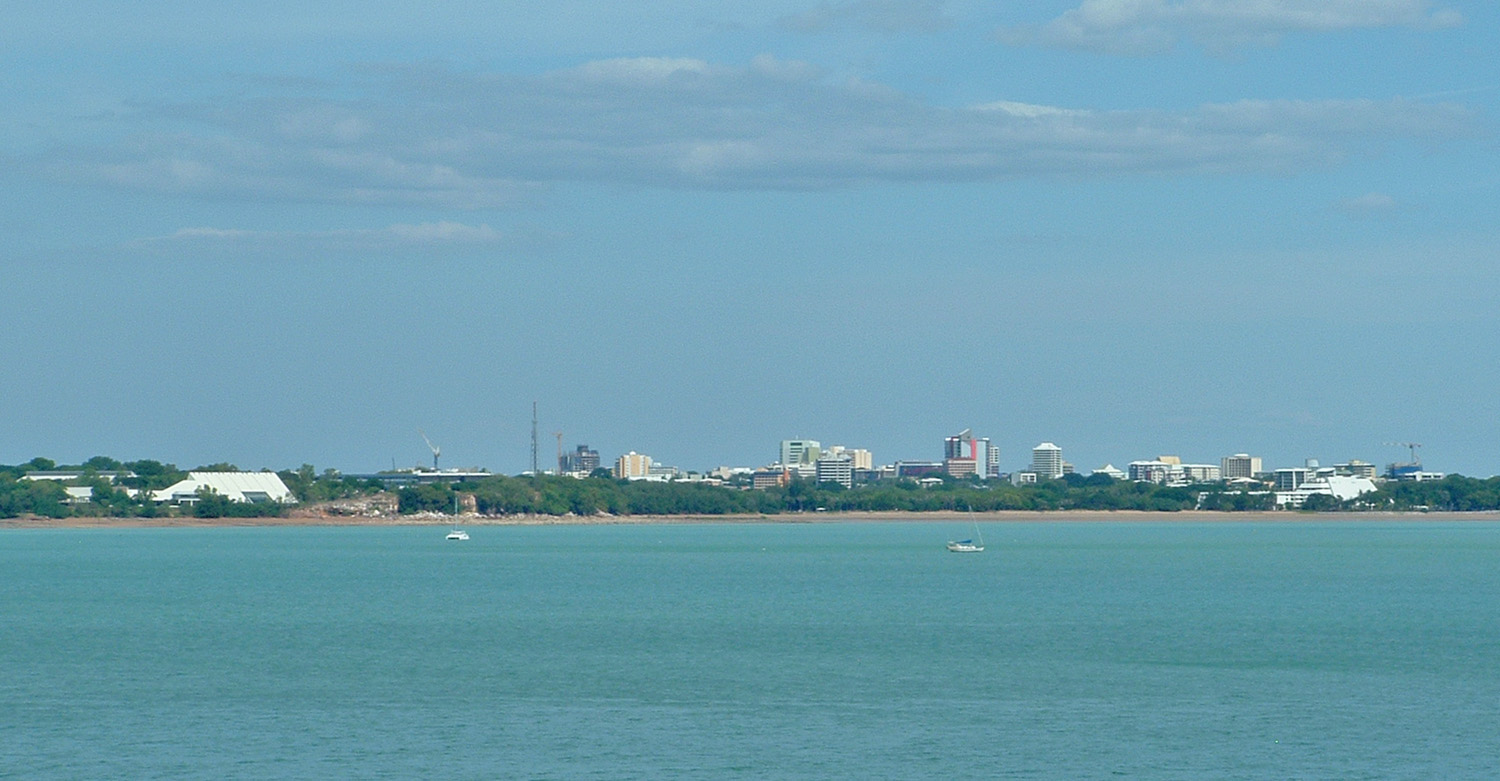
Darwin nhìn từ phía đông, 2007

Darwin nằm ở xa phía cực bắc của Lãnh thổ Bắc Úc, trên biển Timor. Thành phố này thích hợp với một con dốc thấp nhìn xuống cảng Darwin, hai bên là Vịnh Frances ở phía đông và Vịnh Cullen ở phía tây. Phần còn lại của thành phố là bằng phẳng và thấp, và các khu vực ven biển là nơi có các khu bảo tồn, bãi biển rộng lớn và là nơi câu cá tuyệt vời.
Darwin nằm gần với thủ đô của năm quốc gia lân cận hơn là thủ đô Canberra của Úc: Darwin cách 3.137 kilômét (1.949 dặm) từ Canberra. Dili (Đông Timor) là 656 km (408 mi), Port Moresby (Papua New Guinea) là 1.818 km (1.130 mi), Jakarta (Indonesia) là 2.700 km (1.678 mi), Bandar Seri Begawan (Brunei) là 2.607 km (1.620 dặm) và Ngerulmud (Palau) cách Darwin 2.247 km (1.396 dặm).
Ngay cả Malaysia và Singapore chỉ cách Darwin xa hơn một chút ở khoảng 3.350 km (2.082 mi), cũng như Manila (Philippines) ở 3,206 km (1,992 mi), và Honiara (Quần đảo Solomon) ở mức 3,198 km (1.987 mi). Đảo Ambon, Indonesia, chỉ cách Darwin 881 km (547 mi).
Cùng với tầm quan trọng của nó như là một cửa ngõ vào châu Á, Darwin cũng hoạt động như một điểm du lịch cho cá địa danh liền kề như Vườn quốc gia Kakadu, Arnhem Land, và các hòn đảo phía bắc như Groote Eylandt và quần đảo Tiwi. Là thành phố lớn nhất trong lãnh thổ Bắc Úc, nó cung cấp dịch vụ cho các địa danh từ xa này.

### Khí hậu

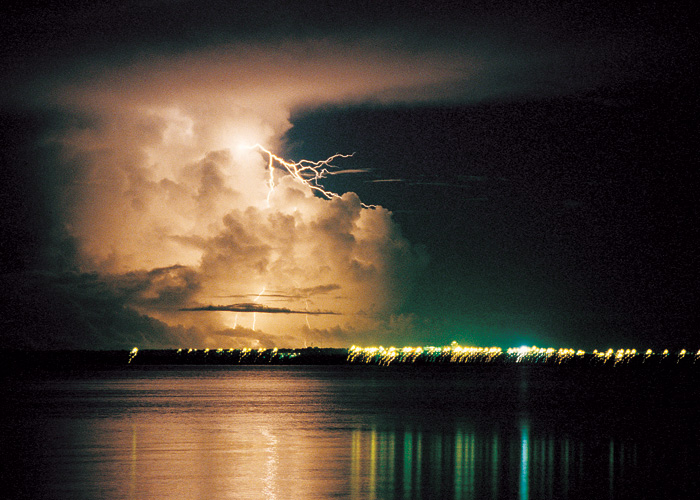
Một cơn bão mùa mưa vào tháng Giêng

Darwin có khí hậu nhiệt đới xavan (Köppen Aw) với mùa mưa và mùa khô rõ rệt và nhiệt độ tối đa trung bình quanh năm không dao động quá nhiều. Mùa khô bắt đầu từ khoảng tháng 5 đến tháng 9, trong đó gần như ngày nào cũng có nắng, và độ ẩm tương đối trung bình vào khoảng 30%.
Thời kỳ khô hạn nhất trong năm, chỉ thấy lượng mưa trung bình khoảng 5 mm (0,20 in) hàng tháng, là giữa tháng 5 và tháng 9. Trong những tháng lạnh nhất của tháng 6 và tháng 7, nhiệt độ tối thiểu hàng ngày có thể giảm xuống thấp tới 14 °C (57 °F), nhưng rất hiếm khi thấp hơn mức này và nhiệt độ thấp hơn 10 °C (50 °F) chưa bao giờ được ghi nhận ở trung tâm thành phố. Tuy nhiên, các vùng ngoại ô cách xa bờ biển đôi khi có thể ghi lại nhiệt độ thấp tới 5 °C (41 °F) vào mùa khô. Với thời gian dài 147 ngày kéo dài trong mùa khô 2012, từ ngày 5 tháng 5 đến ngày 29 tháng 9, Darwin không ghi lại bất kỳ lượng mưa nào. Thời gian kéo dài không có mưa thường xảy ra trong mùa khô ở Bắc Úc (đặc biệt là ở Lãnh thổ phía Bắc và các vùng phía Bắc của Tây Úc) mặc dù hiện tượng không mưa ở mức độ này là rất hiếm. Điểm sương trung bình 3 giờ chiều trong mùa mưa vào khoảng 24,0 °C (75,2 °F).
Nhiệt độ cực hạn đo được tại Trạm Bưu điện Darwin đã dao động từ 40,4 °C (104,7 °F) vào ngày 17 tháng 10 năm 1892 đến 13,4 °C (56,1 °F) vào ngày 25 tháng 6 năm 1891; trong khi nhiệt độ khắc nghiệt tại ga sân bay Darwin (xa hơn bờ biển và thường xuyên ghi lại nhiệt độ lạnh hơn so với trạm bưu điện nằm ở trung tâm thành phố Darwin) dao động từ 38,9 °C (102,0 °F) vào ngày 18 tháng 10 năm 1982 đến 10,4 °C (50,7 °F) ngày 29 tháng 7 năm 1942. Nhiệt độ tối thiểu cao nhất trong hồ sơ là 30,7 °C (87,3 °F) vào ngày 18 tháng 1 năm 1928 cho trạm bưu điện và 29,7 °C (85,5 °F) vào ngày 25 tháng 11 năm 1987 và 17 tháng 12 năm 2014 cho nhà ga sân bay; trong khi nhiệt độ tối đa thấp nhất trong hồ sơ là 18,4 °C (65,1 °F) vào ngày 3 tháng 6 năm 1904 cho trạm bưu điện và 21,1 °C (70,0 °F) vào ngày 14 tháng 7 năm 1968 cho nhà ga sân bay.
Mùa mưa có thể xảy ra các cơn bão nhiệt đới và mưa gió mùa. Phần lớn lượng mưa xảy ra giữa tháng 12 và tháng 3 (mùa hè bán cầu nam), khi giông bão là phổ biến và độ ẩm tương đối trung bình trên 70% trong những tháng ẩm ướt nhất. Thành phố không mưa mỗi ngày trong mùa mưa, nhưng hầu hết các ngày có mây che phủ dồi dào; Trung bình tháng dưới 6 giờ nắng sáng hàng ngày. Cục Khí tượng cao nhất của Darwin đã xác minh tổng lượng mưa hàng ngày là 367,6 mm (14,47 in), giảm khi bão Carlos lao xuống khu vực Darwin vào ngày 16 tháng 2 năm 2011. Tháng 2 năm 2011 cũng là tháng ẩm ướt nhất của Darwin từng được ghi nhận, với 1,110,2 mm (43,71 in) được ghi nhận trong tháng tại sân bay.
Tháng nóng nhất là tháng 11, ngay trước khi bắt đầu mùa mưa chính. Chỉ số nhiệt đôi khi tăng lên trên 45 °C (113 °F), trong khi nhiệt độ thực tế thường dưới 35 °C (95 °F), vì mức độ ẩm thấp nên hầu hết sẽ thấy khó chịu. Do mùa khô dài của nó, Darwin có giờ nắng trung bình hàng ngày thứ hai (8,4) của bất kỳ thủ phủ nào của Úc với ánh nắng nhiều nhất từ tháng 4 đến tháng 11; chỉ Perth, Tây Úc là cao hơn (8.8). Mặt trời đi thẳng qua đỉnh đầu vào giữa tháng 10 và giữa tháng 2.
Nhiệt độ trung bình của biển dao động từ 25,8 °C (78,4 °F) trong tháng Bảy đến 31,5 °C (88,7 °F) trong tháng Mười Hai.
Darwin là một trong những khu vực dễ bị sấm chớp nhất ở Úc. Vào ngày 31 tháng 1 năm 2002, một đường tia chớp đã tạo ra hơn 5000 vụ sét đánh vào mặt đất trong bán kính 60 km (37 dặm) chỉ riêng Darwin - gấp ba lần lượng sét mà Perth, Tây Úc, trung bình trải qua trong cả năm.
| Dữ liệu khí hậu của Darwin Airport (1941–nay) | Dữ liệu khí hậu của Darwin Airport (1941–nay) | Dữ liệu khí hậu của Darwin Airport (1941–nay) | Dữ liệu khí hậu của Darwin Airport (1941–nay) | Dữ liệu khí hậu của Darwin Airport (1941–nay) | Dữ liệu khí hậu của Darwin Airport (1941–nay) | Dữ liệu khí hậu của Darwin Airport (1941–nay) | Dữ liệu khí hậu của Darwin Airport (1941–nay) | Dữ liệu khí hậu của Darwin Airport (1941–nay) | Dữ liệu khí hậu của Darwin Airport (1941–nay) | Dữ liệu khí hậu của Darwin Airport (1941–nay) | Dữ liệu khí hậu của Darwin Airport (1941–nay) | Dữ liệu khí hậu của Darwin Airport (1941–nay) | Dữ liệu khí hậu của Darwin Airport (1941–nay) |
| Tháng                                         | 1                                             | 2                                             | 3                                             | 4                                             | 5                                             | 6                                             | 7                                             | 8                                             | 9                                             | 10                                            | 11                                            | 12                                            | Năm                                           |
| --------------------------------------------- | --------------------------------------------- | --------------------------------------------- | --------------------------------------------- | --------------------------------------------- | --------------------------------------------- | --------------------------------------------- | --------------------------------------------- | --------------------------------------------- | --------------------------------------------- | --------------------------------------------- | --------------------------------------------- | --------------------------------------------- | --------------------------------------------- |
| Cao kỉ lục °C (°F)                            | 36.1 (97.0)                                   | 36.0 (96.8)                                   | 36.0 (96.8)                                   | 36.7 (98.1)                                   | 36.0 (96.8)                                   | 34.6 (94.3)                                   | 34.8 (94.6)                                   | 37.0 (98.6)                                   | 37.7 (99.9)                                   | 38.9 (102.0)                                  | 37.3 (99.1)                                   | 37.0 (98.6)                                   | 38.9 (102.0)                                  |
| Trung bình ngày tối đa °C (°F)                | 31.8 (89.2)                                   | 31.4 (88.5)                                   | 31.9 (89.4)                                   | 32.7 (90.9)                                   | 32.0 (89.6)                                   | 30.7 (87.3)                                   | 30.6 (87.1)                                   | 31.4 (88.5)                                   | 32.6 (90.7)                                   | 33.3 (91.9)                                   | 33.3 (91.9)                                   | 32.6 (90.7)                                   | 32.0 (89.6)                                   |
| Trung bình ngày °C (°F)                       | 28.3 (82.9)                                   | 28.1 (82.6)                                   | 28.3 (82.9)                                   | 28.4 (83.1)                                   | 27.1 (80.8)                                   | 25.3 (77.5)                                   | 25.0 (77.0)                                   | 25.9 (78.6)                                   | 27.8 (82.0)                                   | 29.1 (84.4)                                   | 29.3 (84.7)                                   | 29.0 (84.2)                                   | 27.6 (81.7)                                   |
| Tối thiểu trung bình ngày °C (°F)             | 24.8 (76.6)                                   | 24.7 (76.5)                                   | 24.6 (76.3)                                   | 24.0 (75.2)                                   | 22.1 (71.8)                                   | 19.9 (67.8)                                   | 19.3 (66.7)                                   | 20.3 (68.5)                                   | 23.0 (73.4)                                   | 24.9 (76.8)                                   | 25.3 (77.5)                                   | 25.3 (77.5)                                   | 23.2 (73.8)                                   |
| Thấp kỉ lục °C (°F)                           | 20.2 (68.4)                                   | 17.2 (63.0)                                   | 19.2 (66.6)                                   | 16.0 (60.8)                                   | 13.8 (56.8)                                   | 12.1 (53.8)                                   | 10.4 (50.7)                                   | 13.0 (55.4)                                   | 14.3 (57.7)                                   | 19.0 (66.2)                                   | 19.3 (66.7)                                   | 19.8 (67.6)                                   | 10.4 (50.7)                                   |
| Lượng mưa trung bình mm (inches)              | 423.7 (16.68)                                 | 371.3 (14.62)                                 | 315.2 (12.41)                                 | 100.4 (3.95)                                  | 21.6 (0.85)                                   | 1.8 (0.07)                                    | 1.1 (0.04)                                    | 4.8 (0.19)                                    | 15.8 (0.62)                                   | 70.3 (2.77)                                   | 141.3 (5.56)                                  | 252.4 (9.94)                                  | 1.719,7 (67.7)                                |
| Số ngày mưa trung bình                        | 21.3                                          | 20.4                                          | 19.5                                          | 9.2                                           | 2.3                                           | 0.6                                           | 0.4                                           | 0.6                                           | 2.4                                           | 6.9                                           | 12.4                                          | 16.9                                          | 112.9                                         |
| Độ ẩm tương đối trung bình buổi chiều (%)     | 70                                            | 72                                            | 67                                            | 52                                            | 43                                            | 38                                            | 37                                            | 40                                            | 47                                            | 52                                            | 58                                            | 65                                            | 53                                            |
| Số giờ nắng trung bình tháng                  | 176.7                                         | 162.4                                         | 210.8                                         | 261.0                                         | 297.6                                         | 297.0                                         | 313.1                                         | 319.3                                         | 297.0                                         | 291.4                                         | 252.0                                         | 213.9                                         | 3.092,2                                       |
| Nguồn:                                        |                                               |                                               |                                               |                                               |                                               |                                               |                                               |                                               |                                               |                                               |                                               |                                               |                                               |

| Dữ liệu khí hậu của Darwin PO (City Centre) 1882–1942 | Dữ liệu khí hậu của Darwin PO (City Centre) 1882–1942 | Dữ liệu khí hậu của Darwin PO (City Centre) 1882–1942 | Dữ liệu khí hậu của Darwin PO (City Centre) 1882–1942 | Dữ liệu khí hậu của Darwin PO (City Centre) 1882–1942 | Dữ liệu khí hậu của Darwin PO (City Centre) 1882–1942 | Dữ liệu khí hậu của Darwin PO (City Centre) 1882–1942 | Dữ liệu khí hậu của Darwin PO (City Centre) 1882–1942 | Dữ liệu khí hậu của Darwin PO (City Centre) 1882–1942 | Dữ liệu khí hậu của Darwin PO (City Centre) 1882–1942 | Dữ liệu khí hậu của Darwin PO (City Centre) 1882–1942 | Dữ liệu khí hậu của Darwin PO (City Centre) 1882–1942 | Dữ liệu khí hậu của Darwin PO (City Centre) 1882–1942 | Dữ liệu khí hậu của Darwin PO (City Centre) 1882–1942 |
| Tháng                                                 | 1                                                     | 2                                                     | 3                                                     | 4                                                     | 5                                                     | 6                                                     | 7                                                     | 8                                                     | 9                                                     | 10                                                    | 11                                                    | 12                                                    | Năm                                                   |
| ----------------------------------------------------- | ----------------------------------------------------- | ----------------------------------------------------- | ----------------------------------------------------- | ----------------------------------------------------- | ----------------------------------------------------- | ----------------------------------------------------- | ----------------------------------------------------- | ----------------------------------------------------- | ----------------------------------------------------- | ----------------------------------------------------- | ----------------------------------------------------- | ----------------------------------------------------- | ----------------------------------------------------- |
| Cao kỉ lục °C (°F)                                    | 37.7 (99.9)                                           | 38.3 (100.9)                                          | 37.8 (100.0)                                          | 38.3 (100.9)                                          | 37.4 (99.3)                                           | 35.8 (96.4)                                           | 36.7 (98.1)                                           | 37.1 (98.8)                                           | 38.3 (100.9)                                          | 40.4 (104.7)                                          | 38.8 (101.8)                                          | 38.8 (101.8)                                          | 40.4 (104.7)                                          |
| Trung bình ngày tối đa °C (°F)                        | 32.4 (90.3)                                           | 32.2 (90.0)                                           | 32.7 (90.9)                                           | 33.5 (92.3)                                           | 32.6 (90.7)                                           | 31.2 (88.2)                                           | 30.6 (87.1)                                           | 31.7 (89.1)                                           | 33.0 (91.4)                                           | 34.1 (93.4)                                           | 34.2 (93.6)                                           | 33.6 (92.5)                                           | 32.6 (90.7)                                           |
| Trung bình ngày °C (°F)                               | 28.8 (83.8)                                           | 28.6 (83.5)                                           | 28.8 (83.8)                                           | 29.0 (84.2)                                           | 27.6 (81.7)                                           | 26.0 (78.8)                                           | 25.2 (77.4)                                           | 26.3 (79.3)                                           | 28.2 (82.8)                                           | 29.6 (85.3)                                           | 29.9 (85.8)                                           | 29.6 (85.3)                                           | 28.1 (82.6)                                           |
| Tối thiểu trung bình ngày °C (°F)                     | 25.2 (77.4)                                           | 25.0 (77.0)                                           | 24.9 (76.8)                                           | 24.4 (75.9)                                           | 22.6 (72.7)                                           | 20.8 (69.4)                                           | 19.7 (67.5)                                           | 20.9 (69.6)                                           | 23.3 (73.9)                                           | 25.1 (77.2)                                           | 25.5 (77.9)                                           | 25.6 (78.1)                                           | 23.6 (74.5)                                           |
| Thấp kỉ lục °C (°F)                                   | 20.2 (68.4)                                           | 20.5 (68.9)                                           | 20.0 (68.0)                                           | 18.9 (66.0)                                           | 15.7 (60.3)                                           | 13.4 (56.1)                                           | 13.7 (56.7)                                           | 14.7 (58.5)                                           | 17.2 (63.0)                                           | 20.4 (68.7)                                           | 16.7 (62.1)                                           | 20.8 (69.4)                                           | 13.4 (56.1)                                           |
| Lượng mưa trung bình mm (inches)                      | 393.2 (15.48)                                         | 329.7 (12.98)                                         | 257.0 (10.12)                                         | 102.6 (4.04)                                          | 14.3 (0.56)                                           | 3.0 (0.12)                                            | 1.3 (0.05)                                            | 1.6 (0.06)                                            | 12.8 (0.50)                                           | 51.6 (2.03)                                           | 124.0 (4.88)                                          | 241.8 (9.52)                                          | 1.532,9 (60.34)                                       |
| Số ngày mưa trung bình                                | 18.4                                                  | 17.8                                                  | 16.0                                                  | 7.3                                                   | 1.4                                                   | 0.6                                                   | 0.2                                                   | 0.3                                                   | 1.7                                                   | 5.0                                                   | 10.0                                                  | 14.3                                                  | 93                                                    |
| Nguồn:                                                |                                                       |                                                       |                                                       |                                                       |                                                       |                                                       |                                                       |                                                       |                                                       |                                                       |                                                       |                                                       |                                                       |

## Nhân khẩu
Năm 2006, các nhóm tổ tiên lớn nhất ở Darwin là người Úc (42,221 hoặc 36,9%), người Anh (29,766 hoặc 26%), thổ dân Úc bản xứ (10,259 hoặc 9,7%), Ailen (9,561 hoặc 8,3%), Scotland (7,815 hoặc 6,8%), Trung Quốc (3,502 hoặc 3%), Hy Lạp (2,828 hoặc 2,4%), và Ý (2,367 hoặc 2%).
Dân số Darwin có tỷ lệ sinh sống của thổ dân châu Úc bản xứ nhiều hơn bất kỳ thành phố thủ phủ của Úc nào. Trong cuộc điều tra dân số năm 2006, 10.259 (9,7 phần trăm) dân số Darwin là thổ dân.
Dân số Darwin thay đổi sau Thế chiến thứ hai. Darwin, giống như nhiều thành phố khác của Úc, trải qua dòng chảy nhập cư từ châu Âu, với số lượng đáng kể người Ý và Hy Lạp trong những năm 1960 và 1970. Darwin cũng bắt đầu trải nghiệm một luồng từ các nước châu Âu khác, bao gồm người Hà Lan, Đức và nhiều nước khác. Một tỷ lệ đáng kể cư dân của Darwin là những người nhập cư gần đây từ Đông Nam Á (người Úc gốc Á là 9,3% dân số Darwin vào năm 2001).
Dân số Darwin bao gồm những người thuộc nhiều dân tộc. Cuộc Tổng điều tra năm 2006 cho thấy rằng những nơi sinh phổ biến nhất ở nước ngoài là Vương quốc Anh (3,4%), New Zealand (2,1%), Philippines (1,4%) và Đông Timor (0,9%). 18,3 phần trăm dân số của thành phố được sinh ra ở nước ngoài, đó là ít hơn mức trung bình của Úc là 22%.
Darwin có một dân số trẻ trung với tuổi trung bình 33 năm (so với mức trung bình toàn quốc khoảng 37 năm) đã hỗ trợ một phần lớn bởi sự hiện diện quân sự và thực tế là nhiều người chọn nghỉ hưu ở nơi khác.
Các ngôn ngữ phổ biến nhất được nói ở Darwin sau tiếng Anh là tiếng Hy Lạp, tiếng Thổ dân Úc, tiếng Ý, tiếng Indonesia, tiếng Việt và tiếng Quảng Đông.

### Tôn giáo
Kitô giáo có hầu hết các tín đồ ở Darwin, với 56.613 tín đồ chiếm 49,5% dân số của thành phố. Các giáo phái Kitô giáo lớn nhất là Công giáo La Mã (24,538 hay 21,5%), Anh giáo (14,028 hoặc 12,3%) và Chính thống Hy Lạp (2,964 hay 2,6%). Phật tử, người Hồi giáo, người Hindu và người Do Thái chiếm 3,2 phần trăm dân số Darwin. Có 26.695 người hoặc 23,3% người không có tôn giáo.

### Tăng trưởng dân số
Darwin là một trong những thành phố phát triển nhanh nhất ở Úc, với tốc độ tăng trưởng hàng năm là 2,6% kể từ cuộc điều tra dân số năm 2006. Trong những năm gần đây, các bộ phận của Palmerston và Litchfield thuộc bộ phận thống kê Darwin đã ghi nhận sự tăng trưởng cao nhất về dân số của bất kỳ khu vực chính quyền địa phương nào của Lãnh thổ phía Bắc vào năm 2016 Litchfield có thể vượt qua Palmerston là đô thị lớn thứ hai ở Darwin. Dự đoán vào năm 2021, dân số kết hợp của cả Palmerston và Litchfield sẽ là 101.546 người.

## Kinh tế
Hai ngành kinh tế lớn nhất là khai thác mỏ và du lịch. Với vị trí của nó, Darwin phục vụ như là một "cửa ngõ" cho du khách Úc đến châu Á. 

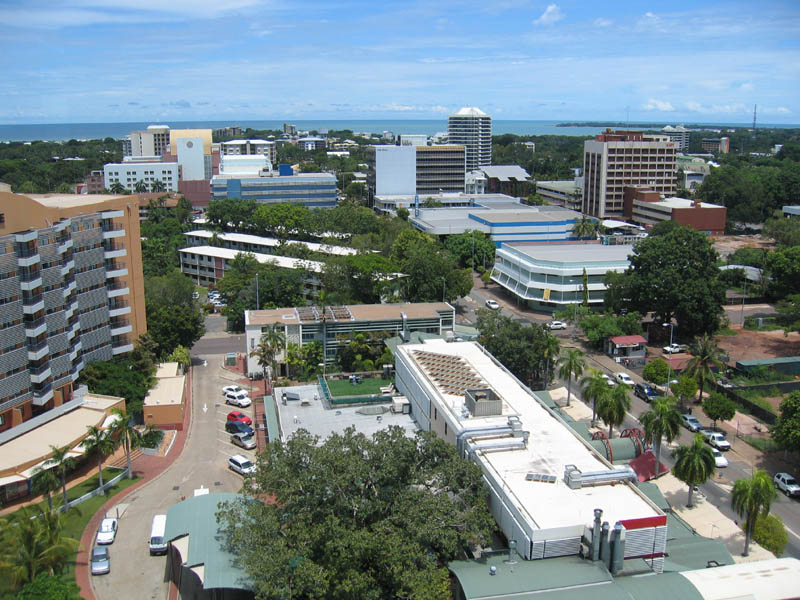
Darwin CBD, 2005

Khai thác và sản xuất công nghiệp năng lượng vượt quá 2,5 tỷ USD mỗi năm. Tài nguyên khoáng sản quan trọng nhất là vàng, kẽm và bô xít, cùng với mangan và nhiều loại khác. Năng lượng sản xuất chủ yếu là ngoài khơi với dầu và khí tự nhiên từ biển Timor, mặc dù có trữ lượng uranium đáng kể gần Darwin. Du lịch sử dụng 8% cư dân Darwin, và dự kiến sẽ phát triển như khách du lịch trong nước và quốc tế hiện đang dành thời gian ở Darwin trong mùa mưa và mùa khô. Chi tiêu liên bang cũng là một đóng góp lớn cho nền kinh tế địa phương.
Sự hiện diện quân sự được duy trì ở cả Darwin và Lãnh thổ phía Bắc rộng lớn hơn, là một nguồn việc làm đáng kể.
Tầm quan trọng của Darwin như một cảng dự kiến sẽ tăng lên, do sự khai thác dầu mỏ ngày càng tăng ở biển Timor gần đó, và để hoàn thành tuyến đường sắt và tiếp tục mở rộng thương mại với châu Á. Trong năm 2005, một số dự án xây dựng lớn bắt đầu ở Darwin. Một là tái phát triển Khu phố Wharf, bao gồm trung tâm hội nghị và triển lãm lớn, nhà ở chung cư bao gồm Outrigger Pandanas và Evolution on Gardiner, các cửa hàng bán lẻ và giải trí bao gồm hồ bơi lớn và đầm phá an toàn. Dự án phố người Hoa cũng đã bắt đầu với kế hoạch xây dựng các cửa hàng bán lẻ và ăn uống theo văn hóa Trung Quốc.

## Giáo dục
Giáo dục được giám sát trên toàn lãnh thổ bởi Bộ Giáo dục và Đào tạo (DET), có vai trò là liên tục cải thiện kết quả giáo dục cho tất cả học sinh, tập trung vào các sinh viên bản địa.

### Mầm non, tiểu học và trung học
Darwin được phục vụ bởi một số trường công lập và tư thục phục vụ cho học sinh trong và ngoài nước. Hơn 16.500 học sinh tiểu học và trung học được ghi danh vào các trường ở Darwin, với 10.524 học sinh theo học tiểu học, và 5.932 học sinh đang theo học trung học. Có hơn 12.089 học sinh theo học tại các trường công lập và 2.124 học sinh theo học tại các trường độc lập
Có 9.764 học sinh theo học tại các trường trong khu vực Thành phố Darwin. 6.045 học sinh theo học trường tiểu học và 3.719 học sinh theo học các trường trung học. Có hơn 7.161 sinh viên theo học tại các trường công lập và 1.108 học sinh theo học tại các trường tư thục. Có hơn 35 trường tiểu học và trường mầm non, và 12 trường trung học bao gồm cả chính phủ và phi chính phủ. Hầu hết các trường học trong thành phố là thế tục, nhưng có một số ít các cơ sở Kitô giáo, Công giáo và Lutheran. Học sinh dự định hoàn thành giáo dục trung học có thể làm việc theo Chứng chỉ Giáo dục Bắc Úc hoặc Tú tài Quốc tế (chỉ được cung cấp tại Kormilda College). Các trường học đã được tái cơ cấu thành các trường tiểu học, trung học và trung học kể từ đầu năm 2007.

### Đại học và dạy nghề

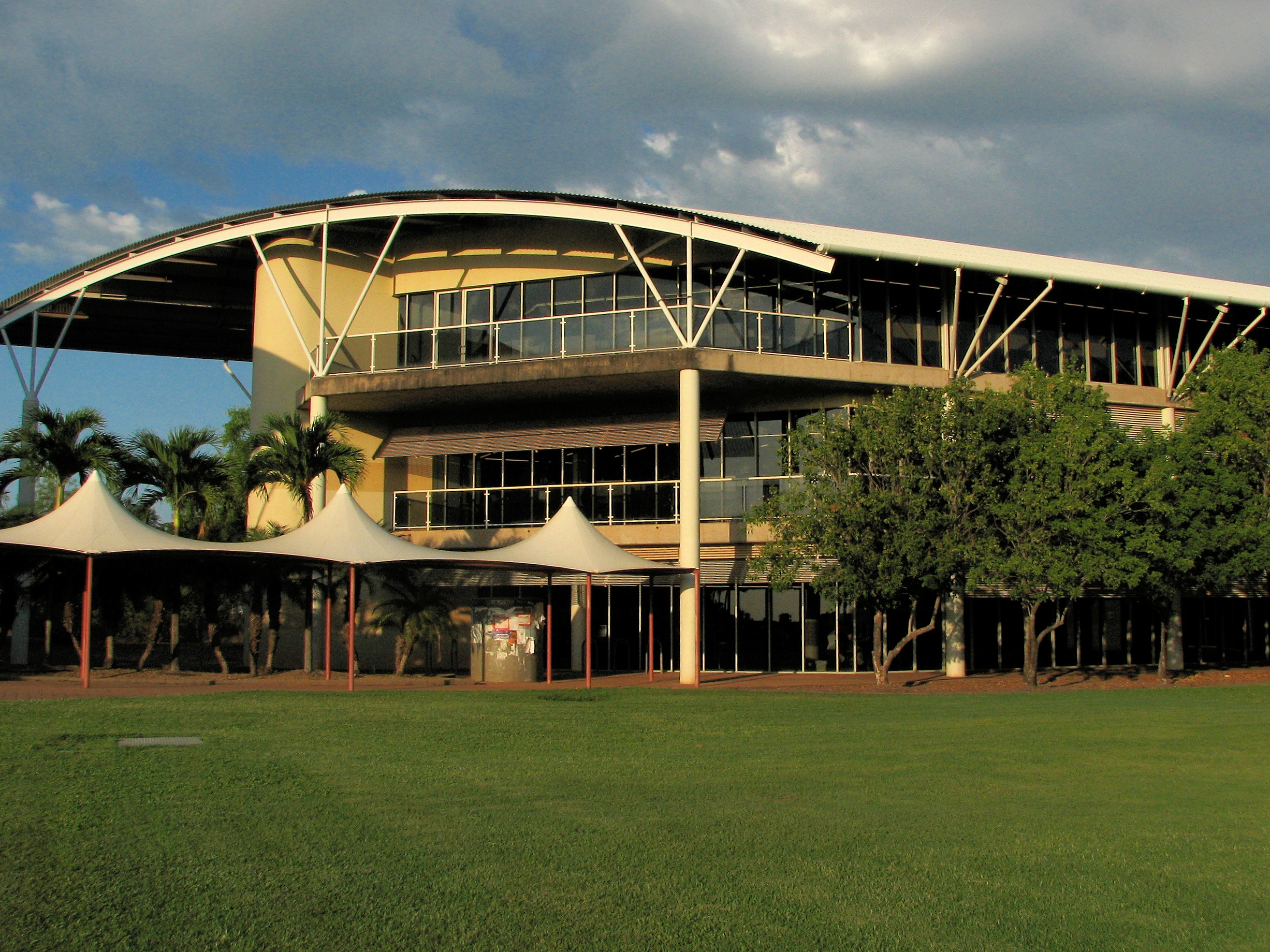
Thư viện trong trường đại học Charles Darwin

Đại học lớn nhất của Darwin là Đại học Charles Darwin, là nhà cung cấp trung tâm giáo dục đại học ở Lãnh thổ Bắc Úc. Nó bao gồm cả các khóa học nghề và học thuật, hoạt động như một trường đại học và một Viện TAFE. Có hơn 5.500 sinh viên theo học các khóa học đại học và sau đại học.

## Giải trí và văn hóa

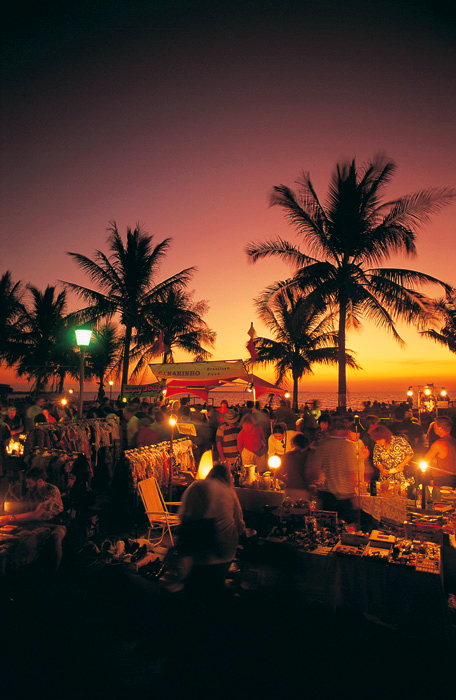
Chợ Mindil Beach

### Sự kiện và lễ hội

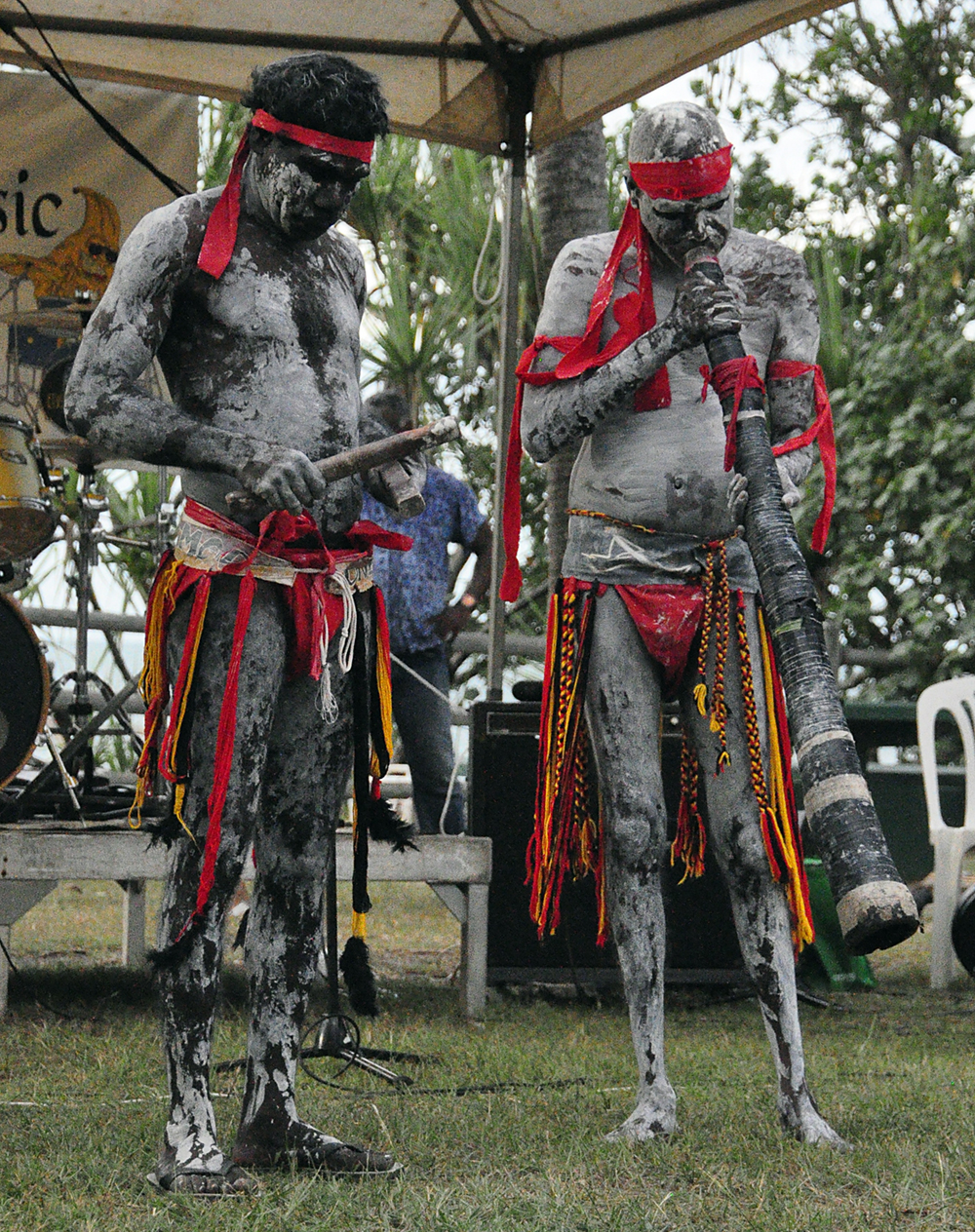
Người chơi Didgeridoo và clapstick biểu diễn tại Liên hoan Seabreeze

Vào ngày 1 tháng 7, các công dân thành phố tham gia Ngày Lãnh thổ. Đây là ngày duy nhất trong năm, ngoài Tết Nguyên Đán và đêm Giao Thừa, khi pháo hoa được cho phép. Ở Darwin, lễ kỷ niệm chính diễn ra tại Bãi biển Mindil, nơi trưng bày pháo hoa lớn của chính phủ.
Thị trường hàng tuần bao gồm chợ Mindil Beach Sunset (thứ Năm và Chủ Nhật trong mùa khô), chợ Parap, chợ Nightcliff và chợ Rapid Creek. Chợ Mindil Beach Sunset rất phổ biến với người dân địa phương và khách du lịch, đồng thời có đồ ăn, đồ lưu niệm, quần áo và các nghệ sĩ biểu diễn địa phương.
Liên hoan Darwin được tổ chức hàng năm, bao gồm hài kịch, khiêu vũ, sân khấu, âm nhạc, phim ảnh và nghệ thuật thị giác và Giải thưởng âm nhạc bản địa NT. Các lễ hội khác bao gồm Glenti, nơi trưng bày cộng đồng Hy Lạp lớn của Darwin, và Ấn Độ @ Mindil, một lễ hội tương tự do cộng đồng người Ấn Độ thiểu số tổ chức. Năm mới của Trung Quốc cũng được tổ chức với lễ hội tuyệt vời, làm nổi bật ảnh hưởng châu Á ở Darwin.
Lễ hội Seabreeze, lần đầu tiên bắt đầu vào năm 2005, được tổ chức vào tuần thứ hai của tháng Năm ở ngoại ô Nightcliff. Nó tạo cơ hội cho các tài năng địa phương để được giới thiệu và một sự kiện phổ biến là lễ hội gia đình thứ bảy dọc theo bờ biển Nightcliff là một trong những bài tập thể dục phổ biến nhất của Darwin.
Lễ hội Speargrass được tổ chức hàng năm vào tuần trước trăng tròn đầu tiên của tháng Bảy và kỷ niệm lối sống Top End thay thế. Các hoạt động lễ hội bao gồm âm nhạc, chiếu phim sản xuất tại địa phương, in màn hình, dệt giỏ, máng trượt nước, kim tự tháp, bồn tắm nước nóng, gôn frisbee, ném giáo, cuộc thi Kubb, bingo, nấu ăn hữu cơ chung, yoga buổi sáng, thiền định, heo nhờn và vòng tròn chữa bệnh. Lễ hội diễn ra tại khu vực Speargrass, cách Pine Creek 50 km về phía đông bắc.
Cuộc đua thuyền bia-thể thao Darwin, được tổ chức vào tháng Tám, kỷ niệm mối tình của Darwin với bia và thuyền đua của các thí sinh được sản xuất độc quyền từ các lon bia. Cũng tại Darwin trong tháng Tám, là cuộc đua ngựa Darwin Cup, và cuộc thi Rodeo và Mud Crab Tying.
Cuộc đua World Solar Challenge thu hút các đội từ khắp nơi trên thế giới, hầu hết trong số đó được các trường đại học hoặc các tập đoàn đưa vào hoạt động, mặc dù một số trường được các trường trung học cấp. Cuộc đua có một lịch sử 20 năm kéo dài chín cuộc đua, với sự kiện khai mạc diễn ra vào năm 1987.
Royal Darwin Show được tổ chức hàng năm vào tháng 7 tại Winnellie Showgrounds. Triển lãm bao gồm nông nghiệp và chăn nuôi. Sự kiện ngựa. Chương trình giải trí và chương trình phụ cũng được bao gồm trong 3 ngày của sự kiện.

### Nghệ thuật và giải trí

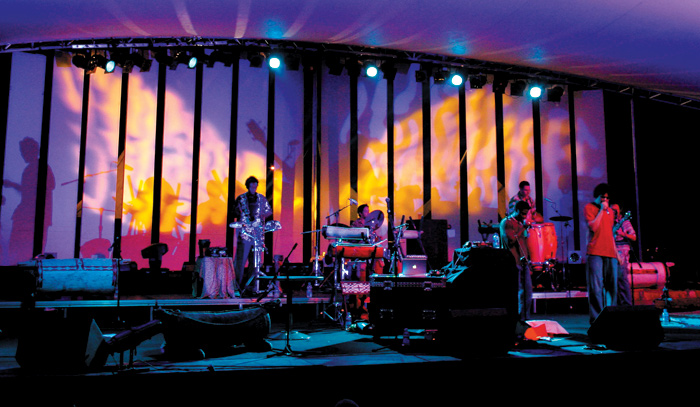
Liên hoan Darwin

Dàn nhạc giao hưởng Darwin lần đầu tiên được thành lập vào năm 1989, và đã biểu diễn trên khắp lãnh thổ. Công ty Nhà hát Darwin là một công ty sản xuất sân khấu chuyên nghiệp được sản xuất tại địa phương, biểu diễn tại địa phương và trên toàn quốc.
Trung tâm Giải trí Darwin là địa điểm tổ chức hòa nhạc chính của thành phố và tổ chức các buổi biểu diễn sân khấu và dàn nhạc. Các rạp chiếu phim khác bao gồm Trung tâm Hội nghị Darwin, được khai trương vào tháng 7 năm 2008. Trung tâm Hội nghị Darwin là một phần của dự án Darwin Waterfront trị giá 1,1 tỷ đô la.
Sòng bạc duy nhất của Darwin mở cửa vào năm 1979 khi Don Casino hoạt động ở khách sạn Don trên đường Cavenagh. Trang web hiện tại của khách sạn và sòng bạc trên Bãi biển Mindil của Darwin mở cửa vào năm 1983, tại đó các hoạt động cờ bạc điểm dừng tại Don Hotel và bắt đầu tại các cơ sở mới được xây dựng. Khách sạn và sòng bạc mới được đặt tên là Mindil Beach Casino cho đến năm 1985 khi đổi tên thành Diamond Beach Hotel Casino. Khi MGM Grand mua lại, khách sạn được đổi tên thành MGM Grand Darwin, trước khi đổi thành Skycity Darwin sau khi Skycity Entertainment Group mua lại khách sạn vào năm 2004. [68]
Bảo tàng và Phòng trưng bày Nghệ thuật Lãnh thổ phía Bắc (MAGNT) ở Darwin đưa ra một cái nhìn tổng quan về lịch sử của khu vực, bao gồm các cuộc triển lãm về Cơn bão Tracy và những chiếc thuyền của Quần đảo Thái Bình Dương. MAGNT cũng tổ chức giải thưởng nghệ thuật thổ dân quốc gia Telstra và giải thưởng nghệ thuật đảo Torres Strait hàng năm, giải thưởng nghệ thuật bản địa chạy dài nhất ở Úc. MAGNT cũng quản lý Bộ Quốc phòng Darwin Experience, một cài đặt đa phương tiện kể về câu chuyện về các cuộc không kích của Nhật Bản vào Darwin trong Thế chiến II.
Lễ hội Darwin và Lễ hội Fringe Darwin là các sự kiện thường niên. Một loạt các phòng trưng bày nghệ thuật bao gồm các phòng trưng bày nghệ thuật đặc biệt của thổ dân là một nét đặc trưng của Darwin.
Phố Mitchell ở khu thương mại trung tâm có các câu lạc bộ đêm, nhà hàng và nhà hàng. Đây là trung tâm giải trí của thành phố. Có một số rạp chiếu phim nhỏ hơn, ba khu phức hợp rạp chiếu phim (CBD, Casuarina, và Palmerston), và rạp chiếu phim Deckchair. Đây là một rạp chiếu phim ngoài trời hoạt động trong mùa khô, từ tháng 4 đến tháng 10 và chiếu các bộ phim độc lập và phối hợp.

## Du lịch

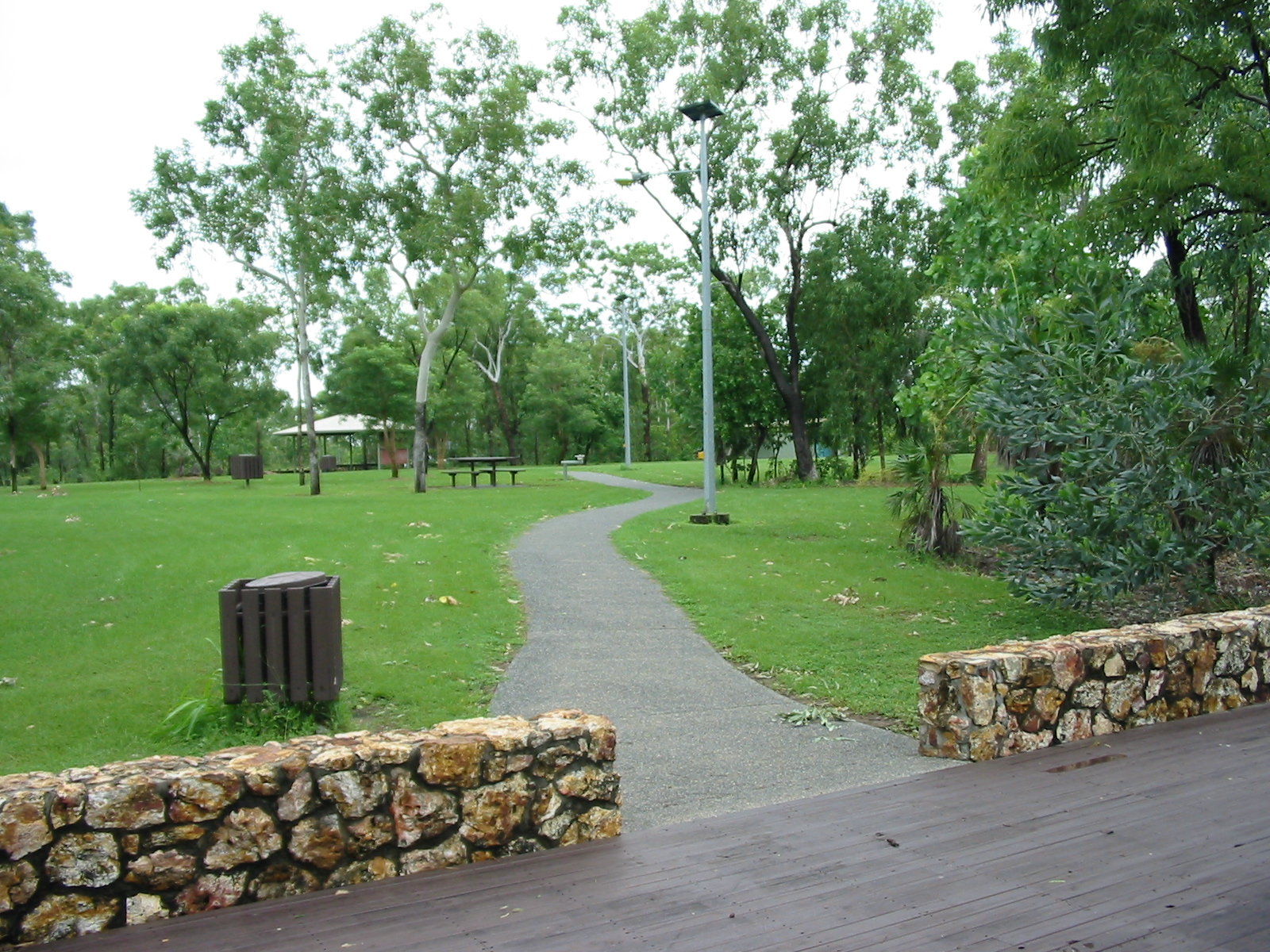
Khu vực picnic ở vườn quốc gia Charles Darwin

Du lịch là một trong những ngành công nghiệp lớn nhất của Darwin. Du lịch là ngành công nghiệp và việc làm chính cho Lãnh thổ Bắc Úc. Trong năm 2005/06, 1,38 triệu người đã đến thăm Lãnh thổ phía Bắc. Họ ở lại 9,2 triệu đêm và chi hơn 1,5 tỷ đô la. Ngành du lịch đã trực tiếp tạo việc làm cho 8.391 cư dân lãnh thổ vào tháng 6 năm 2006 và khi có việc làm gián tiếp, du lịch thường chiếm hơn 14.000 việc làm trên toàn lãnh thổ.
Darwin là trung tâm dành cho các tour du lịch đến Vườn quốc gia Kakadu, Công viên Quốc gia Litchfield và Hẻm núi Katherine. Lãnh thổ theo truyền thống được chia thành ẩm ướt và khô, nhưng có tới sáu mùa truyền thống ở Darwin. Trời ấm và nắng từ tháng 5 đến tháng 9. Độ ẩm tăng lên trong mùa xanh, từ tháng 10 đến tháng 4 mang giông bão và mưa gió mùa làm trẻ hóa cảnh quan. Du lịch chủ yếu là theo mùa với hầu hết khách du lịch đến thăm vào mùa khô mát hơn, kéo dài từ tháng 4 đến tháng 9.
Thành phố có rất nhiều bãi biển rộng, không bị ô nhiễm, bao gồm bãi biển Casuarina và bãi biển Mindil Beach nổi tiếng, nơi có chợ Mindil Beach. Hội đồng thành phố Darwin đã chỉ định một khu vực của bãi biển Casuarina như một bãi biển miễn phí có khu vực bãi biển khỏa thân được chỉ định từ năm 1976. Bơi lội dưới biển trong những tháng 10 - tháng 5 nên tránh do sự hiện diện của loài sứa hộp có chất độc chết người, được biết đến tại địa phương như Stingers hoặc Sea Wasps.

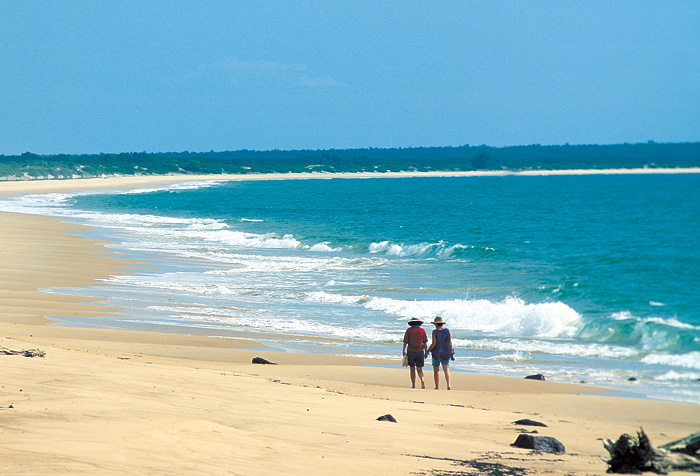
Bãi biển Casuarina

Cá sấu nước mặn rất phổ biến ở tất cả các tuyến đường thủy xung quanh Darwin và thậm chí thỉnh thoảng tìm thấy bơi lội ở Cảng Darwin và trên các bãi biển địa phương. Một chương trình bẫy hoạt động được thực hiện bởi Chính phủ Bắc Úc để hạn chế số lượng cá sấu trong khu vực đường thủy đô thị Darwin.
Câu cá là một trong những sự tái tạo của người dân địa phương Darwin. Du khách từ khắp nơi trên thế giới đổ xô đến Darwin nhằm mục đích để bắt được cá chẽm được đánh giá cao, một loài cá mang tính biểu tượng cho khu vực. Sông Mary, sông Daly, sông Đông và sông Alligator phía Đông chỉ là một vài trong số các vùng nước nơi cây chàm phát triển mạnh.
Câu cá nước xanh cũng có sẵn ngoài khơi bờ biển Darwin; Cá thu Tây Ban Nha, cá mao đen, cá mú, cá hồng và các giống khác đều được tìm thấy trong khu vực và có thể đi lại trong chuyến đi trong ngày từ Darwin. Hồ Alexander là hồ nhân tạo nằm ở Khu bảo tồn East Point. Nó thường được coi là nơi chế biến đặc sản nổi tiếng từ 2 loài cá sấu và sứa, tuy nhiên một sự bùng phát kỳ quái của một con sứa không chết trong đĩa thức ăn năm 2003 đã khiến khu du lịch bị đóng cửa trong một thời gian ngắn.
Câu lạc bộ cứu sinh lướt sóng Darwin vận hành những chiếc thuyền dài và ván lướt sóng và cung cấp các sự kiện và công nhận cứu sinh.

## Giao thông
Các dịch vụ vận tải công cộng của Lãnh thổ được quản lý bởi Sở Đất đai và Kế hoạch, Bộ Giao thông Công cộng. Darwin có một mạng lưới xe buýt phục vụ bởi một loạt các nhà khai thác xe buýt hợp đồng, cung cấp dịch vụ vận chuyển đến các vùng ngoại ô chính của Darwin.
Darwin không có hệ thống đường sắt đi lại; tuy nhiên, dịch vụ đường sắt hành khách đường dài hoạt động ngoài thành phố. Tuyến đường sắt Alice Springs đến Darwin được hoàn thành vào năm 2003 nối Darwin với Adelaide. Tuyến đầu tiên hoạt động năm 2004. Dịch vụ xe lửa chở khách Ghan từ Adelaide qua Alice Springs và Katherine chạy hai đến ba lần mỗi tuần tùy theo mùa.
Sân bay quốc tế Darwin, nằm ở ngoại ô Marrara, là sân bay duy nhất của Darwin, có chung đường băng với Căn cứ Không quân Hoàng gia của Không quân Hoàng gia Úc.

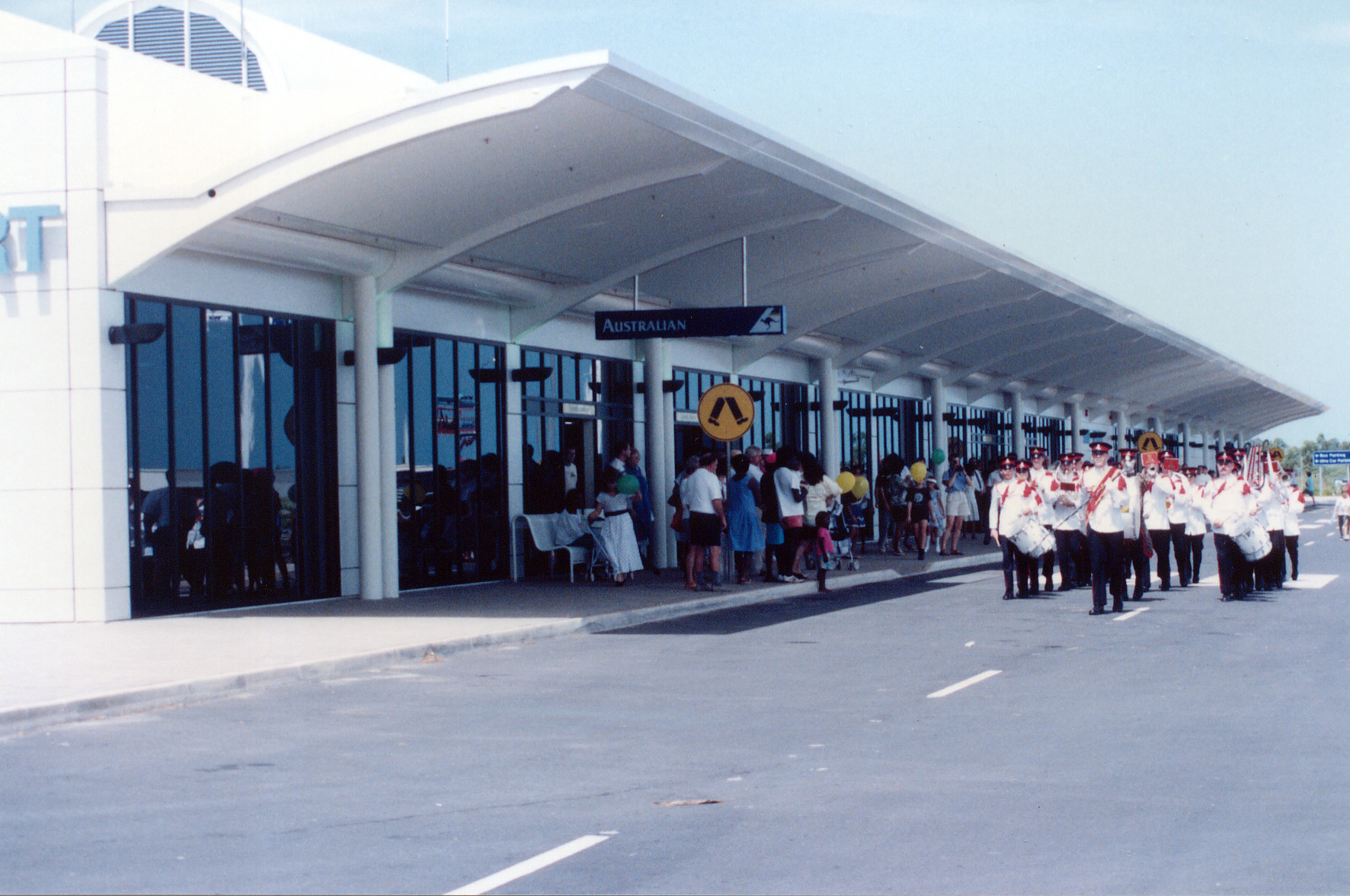
Sân bay quốc tế Darwin chính thức mở cửa năm 1991

Darwin có thể đến được qua đường cao tốc Stuart chạy theo chiều dài của Lãnh thổ phía Bắc từ Darwin qua Katherine, Tennant Creek, Alice Springs và đến Adelaide. Các tuyến đường chính khác ở Darwin bao gồm: Đường Tiger Brennan, Đại lộ Amy Johnson, Đường Dick Ward, Đường Bagot, Đường Trower và Đường McMillans. Dịch vụ xe buýt trong khu vực Darwin lớn hơn được phục vụ bởi Darwinbus.
Phà khởi hành từ Cảng Darwin đến các địa điểm trên đảo, chủ yếu là cho khách du lịch. Dịch vụ phà đến Quần đảo Tiwi, Arafura Pearl hoạt động từ Vịnh Cullen.
Darwin có một cảng nước sâu mới, East Arm Wharf, mở cửa vào năm 2000. Nó có 754 mét wharfline và có khả năng xử lý các tàu cỡ Panamax có chiều dài tối đa 274 mét và DWT lên đến 80.000 tấn.